# Al-Mahalla al-Kubra
Al-Mahalla al-Kubra o El-Mahalla El-Kubra (àrab: المحلة الكبرى, al-Maḥalla al-Kubrà) és una gran ciutat agrícola d'Egipte, a la governació d'Al-Gharbiya a la meitat del delta del Nil a la riba occidental de la branca Damiata, canal Tur'at al-Milah, branca de Bahr Shibin. Encara que no és la capital de la governació, si que és la ciutat més important amb una població estimada de 458.297 habitants el 2010. És coneguda també per la seva indústria tèxtil: a la ciutat hi ha la fàbrica tèxtil més important de les del sector públic de l'activitat, la Companyia Misr de Filats i Teixits (àrab: شركة مصر للغزل والنسيج, Xarikat Miṣr li-l-Ḡazl wa-n-Nazīj; anglès: Misr Spinning & Weaving Company), que dona feina a 27.000 persones. Dos clubs de futbol hi tenen la seva seu.